# Carlini (månekrater)
Carlini er et nedslagskrater på Månen. Det befinder sig i Mare Imbrium på Månens forside og er opkaldt efter den italienske astronom Francesco Carlini (1783 – 1862).
Navnet blev officielt tildelt af den Internationale Astronomiske Union (IAU) i 1935. 

## Omgivelser
Syd for Carlinikrateret ligger en dorsum ved navn Dorsum Zirkel, og længere mod syd ligger bjerget Mons La Hire. 

## Karakteristika
Krateret er skålformet med en lille central kraterbund. Det har højere albedo end det omgivende mare, hvilket sammen med dets isolerede beliggenhed gør det bemærkelsesværdigt.

## Satellitkratere
De kratere, som kaldes satellitter, er små kratere beliggende i eller nær hovedkrateret. Deres dannelse er sædvanligvis sket uafhængigt af dette, men de får samme navn som hovedkrateret med tilføjelse af et stort bogstav. På kort over Månen er det en konvention at identificere dem ved at placere dette bogstav på den side af satellitkraterets midte, som ligger nærmest hovedkrateret. Carlinikrateret har følgende satellitkratere:
| Carlini | Længde  | Bredde  | Diameter |
| ------- | ------- | ------- | -------- |
| A       | 35,4° N | 26,6° V | 7 km     |
| C       | 35,0° N | 22,9° V | 4 km     |
| D       | 33,0° N | 16,0° V | 9 km     |
| E       | 31,6° N | 20,5° V | 1 km     |
| G       | 32,6° N | 25,0° V | 4 km     |
| H       | 32,4° N | 24,4° V | 4 km     |
| K       | 31,1° N | 23,7° V | 4 km     |
| L       | 31,3° N | 24,8° V | 3 km     |
| S       | 37,9° N | 27,2° V | 4 km     |

## Måneatlas
- Billeder af Carlinikrateret i LPI-måneatlasset